# Campionato Primavera 1990-1991
Il Campionato Primavera 1990-1991 è la 29ª edizione del Campionato Primavera. Il detentore del trofeo è la Roma.
La squadra vincitrice del torneo è stato il Torino che guidato da Sergio Vatta si è aggiudicato il titolo di campione nazionale per la settima volta nella sua storia. Tra i giocatori si segnalano Christian Vieri, Sandro Cois, Daniele Delli Carri e Giuseppe Pancaro.